# Liga Sul-Americana de Basquete de 2019
A Liga Sul-Americana de Basquete de 2019 foi uma competição de basquete entre clubes da América do Sul, organizada pela Confederação Sul-Americana de Basquetebol (CONSUBASQUET). Esta foi a 24ª edição deste campeonato. 

## Sistema de disputa
Os 16 times foram divididos em quatro grupos (A, B, C, e D). Os dois melhores colocados dos grupos B, C e D; mais o melhor terceiro colocado entre os times dessas três chaves; além do campeão do grupo A, avançam para a etapa seguinte. Na semifinal, os oito times restantes são divididos novamente em dois grupos, mas agora só o primeiro colocado de cada grupo avança para a final, disputada em melhor de três jogos. O campeão da Liga Sul-Americana garante vaga na Champions League Américas da temporada seguinte.

## Participantes
| País                | Equipe                 | Forma de classificação                              |
| ------------------- | ---------------------- | --------------------------------------------------- |
| Argentina (3 vagas) | Ferro Carril Oeste     | Semifinalista da Liga Nacional de Básquet 2018-19   |
| Argentina (3 vagas) | Ciclista Olímpico      | Semifinalista da Liga Nacional de Básquet 2018-19   |
| Argentina (3 vagas) | Salta Basket           | Ganhador da Superfinal de La Liga Argentina 2018-19 |
| Brasil (3 vagas)    | Botafogo               | 4º colocado no NBB 2018-19                          |
| Brasil (3 vagas)    | Pinheiros              | 5º colocado no NBB 2018-19                          |
| Brasil (3 vagas)    | Corinthians            | 6º colocado no NBB 2018-19                          |
| Uruguai (3 vagas)   | Malvín                 | Vice-campeão da LUB 2018-19                         |
| Uruguai (3 vagas)   | Nacional               | 3º colocado na LUB 2018-19                          |
| Uruguai (3 vagas)   | Defensor Sporting      | 6º colocado na LUB 2018-19                          |
| Chile (2 vagas)     | Leones de Quilpué      | Vice-campeão da Liga Nacional de Básquetbol 2018-19 |
| Chile (2 vagas)     | Las Ánimas de Valdívia | Campeão da Copa Chile de Básquetbol 2018            |
| Colômbia (2 vagas)  | Búcaros de Santander   | Vice-campeão da Liga Colombiana de Baloncesto 2018  |
| Colômbia (2 vagas)  | BB de San Andrés       | Campeão da Copa Nacional de Baloncesto 2019         |
| Bolívia (1 vaga)    | Pichincha de Potosí    | Campeão da Liga Boliviana de Básquetbol 2019        |
| Equador (1 vaga)    | Piratas de los Lagos   | 3º colocado na Liga Ecuatoriana 2018                |
| Paraguai (1 vaga)   | Deportivo San José     | Campeão do Torneio Clausura do Metropolitano 2018   |

## Fase de grupos[1]

### Grupo A (Ibarra, Equador)
| Pos | Times                    | %    | Pts | J | V | D | PF  | PS  | SP  | Classificação ou eliminação |
| --- | ------------------------ | ---- | --- | - | - | - | --- | --- | --- | --------------------------- |
| 1   | Piratas de los Lagos (H) | 66.7 | 5   | 3 | 2 | 1 | 247 | 236 | +11 | Classificado                |
| 2   | Deportivo San José       | 66.7 | 5   | 3 | 2 | 1 | 244 | 228 | +16 | Eliminados                  |
| 3   | Pichincha de Potosí      | 66.7 | 5   | 3 | 2 | 1 | 243 | 229 | +14 | Eliminados                  |
| 4   | Búcaros de Santander     | 0    | 3   | 3 | 0 | 3 | 218 | 259 | -41 | Eliminados                  |

Desempate: Piratas de los Lagos (Pts: 3; Dif: +8); Dep. San José (Pts: 3; Dif: +2); Pichincha de Potosí (Pts: 3; Dif: -10)

### Confrontos
| Data   | Time 1               | Jogo    | Time 2               |
| ------ | -------------------- | ------- | -------------------- |
| 01 out | Deportivo San José   | 87 – 73 | Búcaros de Santander |
| 01 out | Piratas de los Lagos | 87 – 76 | Pichincha de Potosí  |
| 02 out | Deportivo San José   | 79 – 80 | Pichincha de Potosí  |
| 02 out | Piratas de los Lagos | 85 – 82 | Búcaros de Santander |
| 03 out | Pichincha de Potosí  | 87 – 63 | Búcaros de Santander |
| 03 out | Piratas de los Lagos | 75 – 78 | Deportivo San José   |

### Grupo B (São Paulo, Brasil)
| Pos | Times                  | %    | Pts | J | V | D | PF  | PS  | SP  | Classificação ou eliminação |
| --- | ---------------------- | ---- | --- | - | - | - | --- | --- | --- | --------------------------- |
| 1   | Corinthians (H)        | 100  | 6   | 3 | 3 | 0 | 241 | 193 | +48 | Classificados               |
| 2   | Ferro Carril Oeste     | 66.7 | 5   | 3 | 2 | 1 | 213 | 205 | +8  | Classificados               |
| 3   | Las Ánimas de Valdívia | 33.3 | 4   | 3 | 1 | 2 | 208 | 240 | -32 | Eliminados                  |
| 4   | Defensor Sporting      | 0    | 3   | 3 | 0 | 3 | 201 | 225 | -24 | Eliminados                  |

### Confrontos
| Data   | Time 1                 | Jogo  | Time 2                 |
| ------ | ---------------------- | ----- | ---------------------- |
| 08 out | Ferro Carril Oeste     | 73–64 | Defensor Sporting      |
| 08 out | Corinthians            | 90–66 | Las Ánimas de Valdívia |
| 09 out | Las Ánimas de Valdívia | 58–75 | Ferro Carril Oeste     |
| 09 out | Defensor Sporting      | 62–68 | Corinthians            |
| 10 out | Las Ánimas de Valdívia | 84–75 | Defensor Sporting      |
| 10 out | Corinthians            | 83–65 | Ferro Carril Oeste     |

### Grupo C (La Banda, Argentina)
| Pos | Times                 | %    | Pts | J | V | D | PF  | PS  | SP  | Classificação ou eliminação |
| --- | --------------------- | ---- | --- | - | - | - | --- | --- | --- | --------------------------- |
| 1   | Ciclista Olímpico (H) | 100  | 6   | 3 | 3 | 0 | 239 | 215 | +24 | Classificados               |
| 2   | Pinheiros             | 66.7 | 5   | 3 | 2 | 1 | 242 | 219 | +23 | Classificados               |
| 3   | Malvín                | 33.3 | 4   | 3 | 1 | 2 | 205 | 222 | -17 | Eliminados                  |
| 4   | Leones de Quilpué     | 0    | 3   | 3 | 0 | 3 | 229 | 259 | -30 | Eliminados                  |

### Confrontos
| Data   | Time 1            | Jogo  | Time 2            |
| ------ | ----------------- | ----- | ----------------- |
| 15 out | Malvín            | 59–71 | Pinheiros         |
| 15 out | Ciclista Olímpico | 82–75 | Leones de Quilpué |
| 16 out | Leones de Quilpué | 78–93 | Pinheiros         |
| 16 out | Malvín            | 62–75 | Ciclista Olímpico |
| 17 out | Leones de Quilpué | 76–84 | Malvín            |
| 17 out | Ciclista Olímpico | 82–78 | Pinheiros         |

### Grupo D (San Andrés, Colômbia)
| Pos | Times                | %    | Pts | J | V | D | PF  | PS  | SP  | Classificação ou eliminação          |
| --- | -------------------- | ---- | --- | - | - | - | --- | --- | --- | ------------------------------------ |
| 1   | Salta Basket         | 100  | 6   | 3 | 3 | 0 | 224 | 183 | +41 | Classificados                        |
| 2   | Botafogo             | 66.7 | 5   | 3 | 2 | 1 | 210 | 201 | +9  | Classificados                        |
| 3   | Nacional             | 33.3 | 4   | 3 | 1 | 2 | 191 | 200 | -9  | Classificado como melhor 3° colocado |
| 4   | BB de San Andrés (H) | 0    | 3   | 3 | 0 | 3 | 196 | 237 | -41 | Eliminado                            |

### Confrontos
| Data   | Time 1           | Jogo  | Time 2           |
| ------ | ---------------- | ----- | ---------------- |
| 22 out | Botafogo         | 65–73 | Salta Basket     |
| 22 out | BB de San Andrés | 64–77 | Nacional         |
| 23 out | Nacional         | 57–73 | Botafogo         |
| 23 out | Salta Basket     | 88–61 | BB de San Andrés |
| 24 out | Nacional         | 57–63 | Salta Basket     |
| 24 out | BB de San Andrés | 71–72 | Botafogo         |

### Terceiros colocados
| Grupo | Times                  | %    | Pts | J | V | D | PF  | PS  | SP  | Classificação ou rebaixamento    |
| ----- | ---------------------- | ---- | --- | - | - | - | --- | --- | --- | -------------------------------- |
| D     | Nacional               | 33.3 | 4   | 3 | 1 | 2 | 191 | 200 | -9  | Classificado para a Segunda Fase |
| C     | Malvín                 | 33.3 | 4   | 3 | 1 | 2 | 205 | 222 | -17 | Eliminados                       |
| B     | Las Ánimas de Valdívia | 33.3 | 4   | 3 | 1 | 2 | 208 | 240 | -32 | Eliminados                       |

## Segunda fase (semifinal)[2]
| Participantes            | Participantes           | Participantes      | Participantes                            |
| ------------------------ | ----------------------- | ------------------ | ---------------------------------------- |
| Corinthians (1ºB)        | Ciclista Olímpico (1ºC) | Salta Basket (1°D) | Piratas de los Lagos (1ºA)               |
| Ferro Carril Oeste (2ºB) | Pinheiros (2ºC)         | Botafogo (2ºD)     | Nacional (Melhor 3º dos Grupos B, C e D) |

### Grupo E (São Paulo, Brasil)[3]
| Pos | Times                | %    | Pts | J | V | D | PF  | PS  | SP   | Classificação ou eliminação |
| --- | -------------------- | ---- | --- | - | - | - | --- | --- | ---- | --------------------------- |
| 1   | Corinthians (H)      | 100  | 6   | 3 | 3 | 0 | 265 | 184 | +81  | Classificado                |
| 2   | Ferro Carril Oeste   | 66.7 | 5   | 3 | 2 | 1 | 242 | 193 | +49  | Eliminados                  |
| 3   | Pinheiros            | 33.3 | 4   | 3 | 1 | 2 | 222 | 214 | +8   | Eliminados                  |
| 4   | Piratas de los Lagos | 0    | 3   | 3 | 0 | 3 | 183 | 321 | -138 | Eliminados                  |

### Confrontos
| Data   | Time 1               | Jogo   | Time 2               |
| ------ | -------------------- | ------ | -------------------- |
| 12 nov | Ferro Carril Oeste   | 116–60 | Piratas de los Lagos |
| 12 nov | Corinthians          | 78–71  | Pinheiros            |
| 13 nov | Pinheiros            | 56–69  | Ferro Carril Oeste   |
| 13 nov | Piratas de los Lagos | 56–110 | Corinthians          |
| 14 nov | Piratas de los Lagos | 67–95  | Pinheiros            |
| 14 nov | Corinthians          | 77–57  | Ferro Carril Oeste   |

### Grupo F (La Banda, Argentina)
| Pos | Times                 | %    | Pts | J | V | D | PF  | PS  | SP  | Classificação ou eliminação |
| --- | --------------------- | ---- | --- | - | - | - | --- | --- | --- | --------------------------- |
| 1   | Botafogo              | 100  | 6   | 3 | 3 | 0 | 209 | 197 | +12 | Classificado                |
| 2   | Ciclista Olímpico (H) | 66.7 | 5   | 3 | 2 | 1 | 228 | 209 | +19 | Eliminados                  |
| 3   | Nacional              | 33.3 | 4   | 3 | 1 | 2 | 210 | 227 | -17 | Eliminados                  |
| 4   | Salta Basket          | 0    | 3   | 3 | 0 | 3 | 201 | 215 | -14 | Eliminados                  |

### Confrontos
| Data   | Time 1            | Jogo  | Time 2            |
| ------ | ----------------- | ----- | ----------------- |
| 19 nov | Botafogo          | 62–61 | Salta Basket      |
| 19 nov | Ciclista Olímpico | 81–68 | Nacional          |
| 20 nov | Nacional          | 69–79 | Botafogo          |
| 20 nov | Salta Basket      | 73–80 | Ciclista Olímpico |
| 21 nov | Nacional          | 73–67 | Salta Basket      |
| 21 nov | Ciclista Olímpico | 67–68 | Botafogo          |

## Final
| Time 1      | Série | Time 2   |
| ----------- | ----- | -------- |
| Corinthians | 1–2   | Botafogo |

### Confrontos
| Data   | Time 1      | Jogo  | Time 2      |
| ------ | ----------- | ----- | ----------- |
| 05 dez | Botafogo    | 74–88 | Corinthians |
| 12 dez | Corinthians | 64–74 | Botafogo    |
| 13 dez | Corinthians | 70–74 | Botafogo    |

| Liga Sul-Americana de Basquete de 2019 |
| -------------------------------------- |
| Botafogo Campeão (1° título)           |